# Bulletin de la Fédération jurassienne
Das Bulletin de la Fédération jurassienne (vollständiger Name: Bulletin de la Fédération jurassienne de l’Association internationale des travailleurs) wurde von James Guillaume als Organ der Juraföderation von 1872 bis 1878 herausgegeben. Es war die erste und zu dieser Zeit wichtigste internationale Zeitschrift der anarchistischen Bewegung.

## Geschichte
Die Zeitung wurde erstmals am 15. Februar 1872 in Sonvilier herausgegeben und diente als Organ der jurassischen Sektionen der Internationalen Arbeiterassoziation. Vorher publizierte die Juraföderation ihre Mitteilungen in der Zeitschrift Révolution Sociale, die vor allem an französische Leser gerichtet war und durch das Verbot in Frankreich nicht mehr erscheinen konnte. Die ersten vier Nummern waren hektografiert und die Zeitung erschien anfangs alle zwei Wochen, stellte dann jedoch rasch auf wöchentliche Erscheinungsweise um. Ab 1873 erschien das Bulletin in Le Locle, ab 1878 in La Chaux-de-Fonds. Zu den Hauptautoren zählten James Guillaume, Adhémar Schwitzguébel, Paul Brousse, Carlo Cafiero, Peter Kropotkin, Gustave Lefrançais, Benoît Malon und Auguste Spichiger.

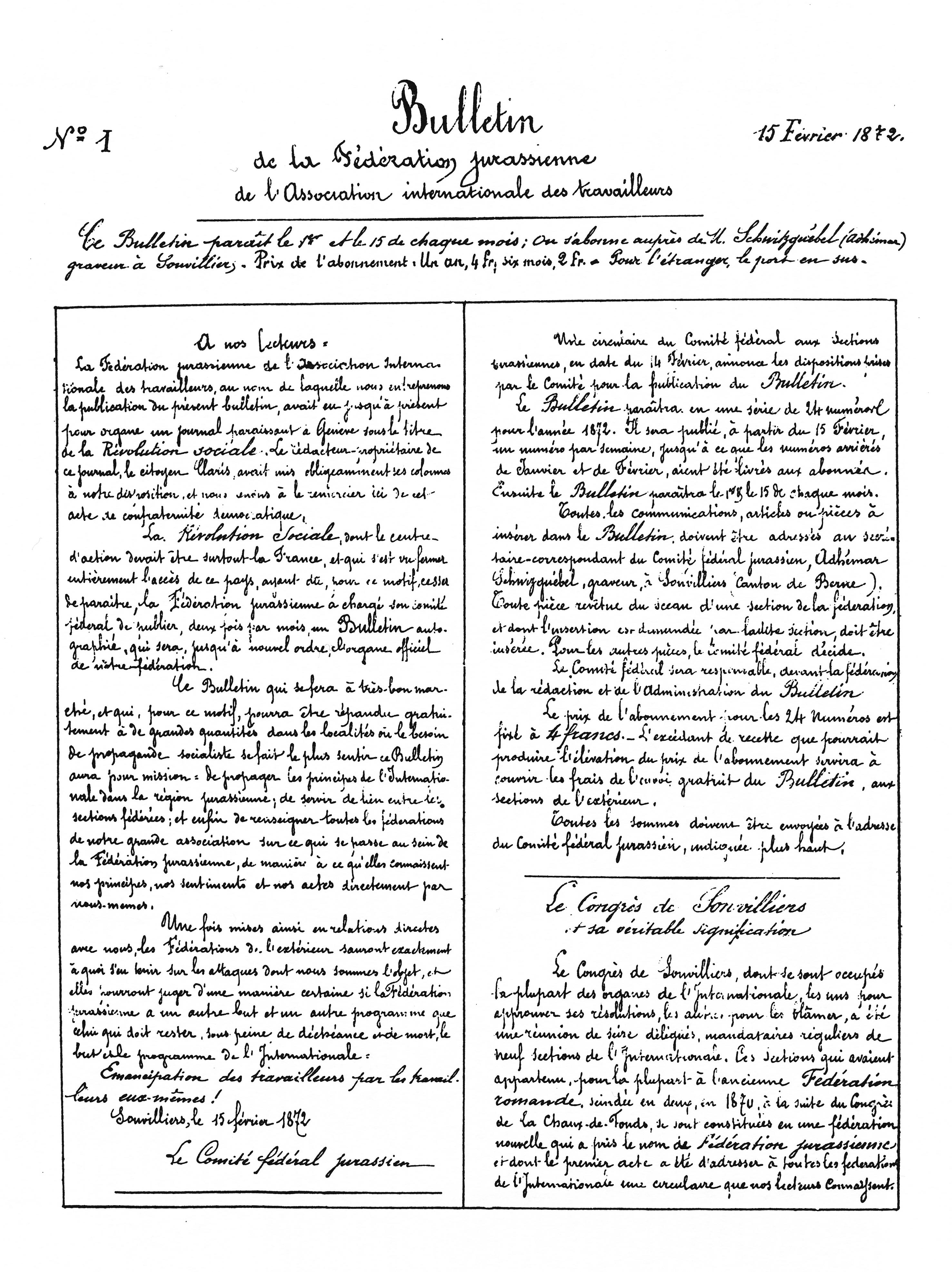
Erste (hektografierte) Ausgabe des Bulletins von 1872.

Ein grosser Teil der Abonnenten befand sich im Ausland, vor allem in Spanien, Italien, Frankreich und Belgien. Bis zur Einstellung der Zeitung im Jahr 1878 erschienen 283 Ausgaben mit einer Auflage von etwa 600 Exemplaren. Rückläufige Abonnentenzahlen und finanzielle Schwierigkeiten zwangen die Herausgeber zur Einstellung des Drucks. Als Nachfolger des Bulletins gab Paul Brousse die Zeitschrift L’Avant-Garde heraus.